# Abrostola aethiopica
Abrostola aethiopica là một loài bướm đêm trong họ Noctuidae.